# 邓家贵
邓家贵（1951年12月7日—）是中共中央总书记習近平之姊齐桥桥的丈夫，北京中民信房地产开发有限公司的总经理。

## 家族
妻子齐桥桥是习仲勋和齐心的大女儿，即邓家贵是习近平的姐夫。

## 风波
- 2009年10月，香港《壹周刊》报道，一座价值一亿五千万港元的香港豪宅，买家是张燕南及其拍档北京中民信房地产总经理邓家贵[5]，而张燕南和邓家贵均为习近平的亲戚。
- 2012年6月，彭博社报道了关于邓家贵及其妻齐桥桥的商业帝国新闻[6]。
- 2016年曝光的《巴拿马文件》显示邓家贵在习近平2012年11月出任中共中央总书记成为最高领导人之前就拥有三家离岸公司[7]。

## 家庭
- 妻：齐桥桥